# Gare de Voutenay
Gare de Voutenay vasútállomás Franciaországban, Voutenay-sur-Cure településen.

## Vasútvonalak
Az állomást az alábbi vasútvonalak érintik:
- Cravant - Bazarnes-Dracy-Saint-Loup-vasútvonal

## Kapcsolódó állomások
A vasútállomáshoz az alábbi állomások vannak a legközelebb:
- Gare de Sermizelles - Vézelay (Gare d’Avallon)
- Gare d’Arcy-sur-Cure (Paris Gare de Bercy)